# Say It Once
Say It Once è un singolo della boy band britannica Ultra, pubblicato il 22 giugno 1998 come secondo estratto, nonché come anteprima, dell'album di debutto della band Ultra, pubblicato per intero nel 1999.

## Descrizione
Il brano, di genere britpop, venne registrato all'epoca sotto forma di CD da parte della EastWest Records.
La canzone in Italia, finita appunto al primo posto nelle classifiche, raggiunse una grande notorietà dopo che venne presentata al Festivalbar 1998.

## Successo commerciale
Il singolo ottenne un inaspettato successo in diversi paesi d'Europa. Nel Regno Unito il brano arrivò soltanto alla sedicesima posizione nella Official Singles Chart (il precedente singolo Say You Do era arrivato alla undicesima), ma in Spagna arrivò al sesto posto, mentre in Italia raggiunse addirittura la vetta delle classifiche.
Il singolo ottenne un ottimo successo anche oltreoceano, specialmente in Nuova Zelanda e in Australia, dove venne anche certificato disco d'oro.

## Tracce
1. Say It once (Single edit)
2. Shine
3. Say It once (Acoustic)
4. Say It once (Ultra mix)

## Classifiche
| Classifica (1998) | Posizione massima |
| ----------------- | ----------------- |
| Regno Unito       | 16                |
| Spagna            | 6                 |
| Italia            | 1                 |
| Australia         | 4                 |
| Nuova Zelanda     | 8                 |